# 巴兰塔克语
巴兰塔克语是一种南岛语，主要使用于苏拉威西岛东部。它被归类为凱萊比克语群中薩盧安-邦蓋语支的一种语言。巴蘭塔克語是巴蘭塔克人的主要語言。儘管90%的巴兰塔克人也精通印尼語，但巴兰塔克语在日常生活中仍被大量使用，大多數巴兰塔克人在入學前只講巴蘭塔克語。